# Julius Uffelmann
Julius August Christian Uffelmann (* 21. Januar 1837 in Zeven; † 17. Februar 1894 in Rostock) war ein deutscher Mediziner und Medizinhistoriker.

## Leben
Julius Uffelmann studierte in Göttingen bei Friedrich Gustav Jakob Henle, Karl Ewald Hasse und Wilhelm Baum. Nach seiner Promotion 1861 praktizierte er in Rostock, Neustadt und Hameln.
1876 habilitierte er sich in Rostock in Pädiatrie und Hygiene. Im Jahr 1880 gelang ihm der Nachweis von Milchsäure im Magensaft. 1879 wurde er außerordentlicher Professor und 1893 ordentlicher Honorarprofessor. Ab 1883 war Uffelmann Direktor des Instituts für Hygiene, ab 1890 Mitglied der Grossherzoglichen Medizinalkommission.

## Schriften (Auswahl)
- Anatomisch-chirurgische Studien oder Beiträge zur Lehre von den Knochen jugendlicher Individuen. Schmidt & Suckert, Hameln 1865.
- Die Diät in den acut fieberhaften Krankheiten. F. C. W. Vogel, Leipzig 1877.
- Darstellung des auf dem Gebiete der öffentlichen Gesundheitspflege bis jetzt Geleisteten. Berlin 1878.
- Die öffentliche Gesundheitspflege in Italien. In: Deutsche Vierteljahrsschrift für öffentliche Gesundheitspflege. (Braunschweig) 1879.
- Die öffentliche Hygiene im alten Rom. Berlin 1881.
- Handbuch der privaten und öffentlichen Hygiene des Kindes. Zum Gebrauche für Studirende, Ärzte, Sanitätsbeamte und Pädagogen. Vogel, Leipzig 1881.
- Handbuch der Hygiene. Wien / Leipzig 1889.
- mit Immanuel Munk: Die Ernährung des gesunden und kranken Menschen; Handbuch der Diätetik für Ärzte, Verwaltungsbeamte und Vorsteher von Heil- und Pflege-Anstalten. Urban & Schwarzenberg, Wien 1887. 2. Auflage ebenda 1891;  3. Auflage Leipzig/Wien 1905.
- Kurzgefasste Handbuch der Kinderheilkunde. Wien/Leipzig 1893.
- mit Bernhard Bendix: Lehrbuch der Kinderheilkunde für Ärzte und Studierende.